# Delta Electronics

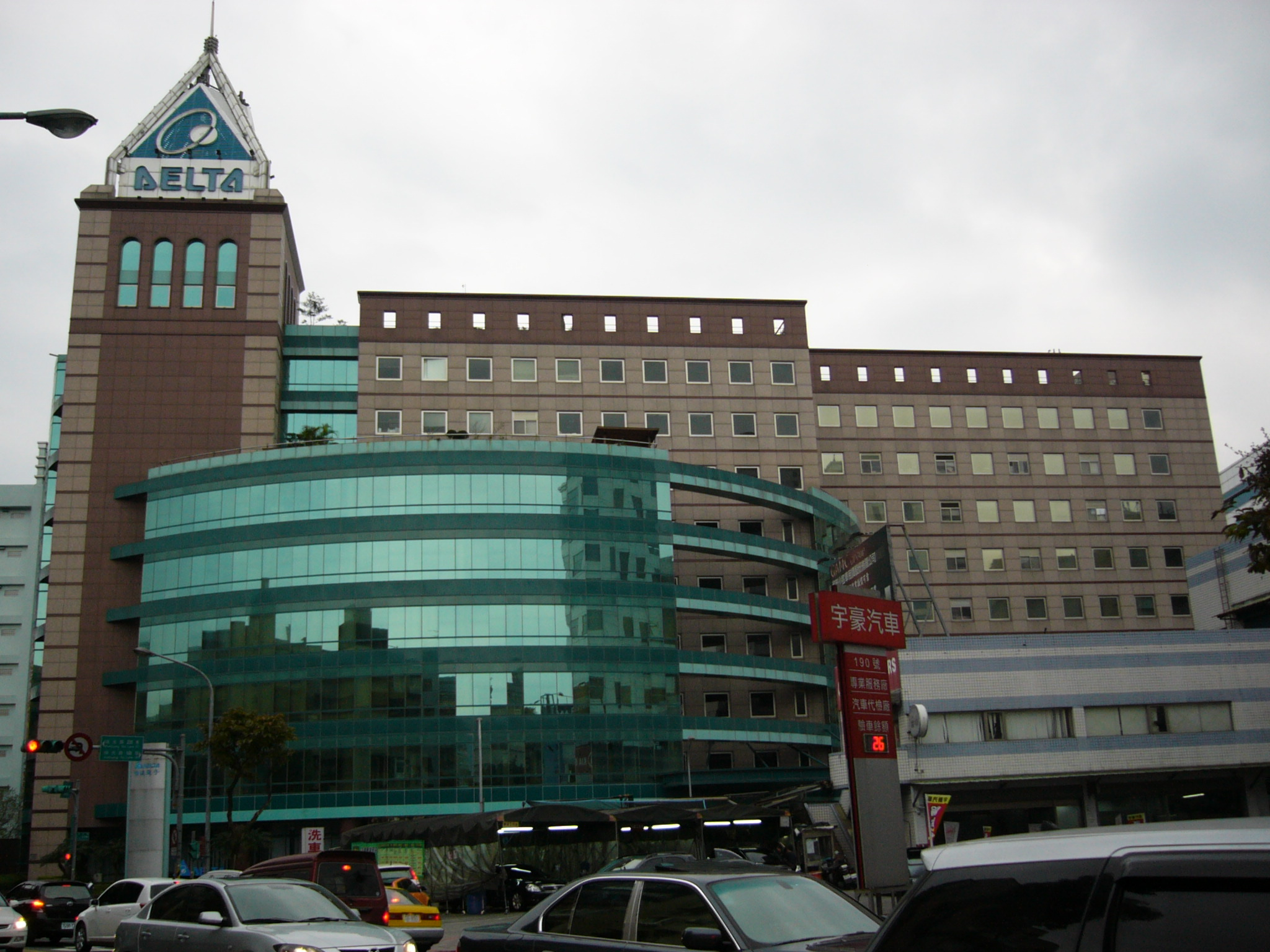
Hauptsitz von Delta Electronics in Taipeh, Taiwan

Delta Electronics, Inc. (Chinesisch: 台達電子工業股份有限公司) wurde 1971 gegründet und ist der weltgrößte Hersteller von Schaltnetzteilen und Gleichstromlüftern. Weitere Unternehmenszweige von Delta Electronics sind Energieverwaltungslösungen, Bildschirme, Automatisierungstechniken, Netzwerkprodukte und Lösungen für erneuerbare Energien. Delta Electronics verfügt über Vertriebsbüros in Taiwan, der Volksrepublik China, Thailand, Indien, Mexiko und Europa.
Als ein OEM in der Elektronik-Branche hat Delta Electronics ein hohes Ansehen, vor allem durch den großen Erfolg durch Netzteile und Gleichstromlüfter.

## Delta Group
Zur Delta Group gehören folgende Unternehmen:
- Delta Electronics, Inc.
- Delta India Electronics
- Delta Networks, Inc.
- Cyntec Co., Ltd.
- DelSolar Co., Ltd.
- Delta Greentech (China) Co., Ltd.
- Delta Electronics Foundation
- Delta Electronics (Thailand) Public Co., Ltd.
- Delta Electronics India
- Delta Energy Systems
- Delta Products (Americas)
- Delta Electronics Europe
- Delta Electronics (Japan), Inc.
- Delta Electronics (Korea), Inc.
- Loytec Electronics (Österreich), GmbH
- Eltek (Norwegen)
- TB&C Outsert Center
- TB&C Technologie